# Краснодар-2 (футбольный клуб)
«Краснода́р-2» — российский футбольный клуб из Краснодара. Основан в 2013 году как фарм-клуб «Краснодара». Расформирован после завершения первого этапа сезона 2024/25 в дивизионе «А» Второй лиги и выбывания в дивизион «Б».

## История
В феврале 2013 года владелец «Краснодара» Сергей Галицкий сообщил о намерении создать летом фарм-клуб и заявить его во Второй дивизион (Первенство ПФЛ) чемпионата России. 27 мая 2013 года Галицкий подтвердил, что «Краснодар-2» был официально заявлен во вторую лигу «Зона Юг». 12 июля 2013 года «Краснодар-2» сыграл свой первый официальный матч, уступив на своём поле новороссийскому «Черноморцу» 1:3.
Будучи командой второго дивизиона, трижды (в 2016, 2017 и 2018 годах) принимал участие в Кубке ФНЛ.
26 июня 2018 года перешёл в ФНЛ, заняв место «Анжи», восстановившегося в РПЛ после исключения «Амкара» из турнира.

## Статистика выступлений
| Год     | Турнир                                      | Место      | И  | В  | Н  | П  | Голы    | О  | Примечания                                                          |
| ------- | ------------------------------------------- | ---------- | -- | -- | -- | -- | ------- | -- | ------------------------------------------------------------------- |
| 2013/14 | Первенство ПФЛ, «Юг»                        | 17 из 18   | 34 | 7  | 6  | 21 | 35 — 66 | 27 |                                                                     |
| 2014/15 | Первенство ПФЛ, «Юг»                        | 16 из 18   | 14 | 3  | 1  | 10 | 15 — 24 | 10 | Группа 1 — 7-е место из 8                                           |
| 2014/15 | Первенство ПФЛ, «Юг»                        | 16 из 18   | 10 | 5  | 1  | 4  | 19 — 17 | 16 | Группа Б — 4-е место из 6                                           |
| 2015/16 | Первенство ПФЛ, «Юг»                        | 3 из 14    | 26 | 14 | 6  | 6  | 53 — 26 | 48 |                                                                     |
| 2016/17 | Первенство ПФЛ, «Юг»                        | 6 из 16    | 30 | 15 | 5  | 10 | 47 — 28 | 50 |                                                                     |
| 2017/18 | Первенство ПФЛ, «Юг»                        | ▲ 4 из 17  | 32 | 16 | 9  | 6  | 58 — 37 | 54 | Переход в ФНЛ                                                       |
| 2018/19 | Первенство ФНЛ/ Первая лига                 | 10 из 20   | 38 | 12 | 15 | 11 | 45 — 52 | 51 |                                                                     |
| 2019/20 | Первенство ФНЛ/ Первая лига                 | 15 из 20   | 27 | 6  | 10 | 11 | 32 — 34 | 28 | Утверждены итоги по промежуточным показателям                       |
| 2020/21 | Первенство ФНЛ/ Первая лига                 | 16 из 22   | 42 | 11 | 12 | 19 | 46 — 68 | 45 |                                                                     |
| 2021/22 | Первенство ФНЛ/ Первая лига                 | 11 из 20   | 38 | 15 | 8  | 15 | 45 — 45 | 53 |                                                                     |
| 2022/23 | Первенство ФНЛ/ Первая лига                 | ▼ 17 из 18 | 34 | 8  | 7  | 19 | 32 — 54 | 31 | Выбывание во Вторую лигу (дивизион «А»)                             |
| 2023/24 | Вторая лига, дивизион «А», группа «золото»  | 1 из 10    | 18 | 9  | 6  | 3  | 27 — 20 | 33 | 1-й этап                                                            |
| 2023/24 | Вторая лига, дивизион «А», группа «золото»  | ▼ 7 из 10  | 18 | 5  | 6  | 7  | 15 — 24 | 21 | 2-й этап. Понижение в серебряную группу Второй лиги (дивизиона «А») |
| 2024/25 | Вторая лига, дивизион «А», группа «серебро» | ▼ 10 из 10 | 18 | 3  | 7  | 8  | 24 — 33 | 16 | 1-й этап. Понижение в дивизион «Б» Второй лиги                      |

Самые крупные победы:
Первенство России (Первенство ПФЛ, зона «Юг»):
8:0, «Дружба», Майкоп (28-й тур, сезон-2016/17)
Самые крупные поражения:
Первенство России (Первенство ПФЛ, зона «Юг»):
0:6, «Волгарь», Астрахань (2-й тур, сезон-2013/14)